# Louisville (Illinois)
Louisville – wieś w Stanach Zjednoczonych, w stanie Illinois, w hrabstwie Clay.